# Anna Westerlund
Anna Ǻsa Olivia Westerlund (Pargas, 9 aprile 1989) è una calciatrice finlandese, difensore dell'Åland United e della nazionale finlandese.
In nazionale maggiore dal 2008, al giugno 2022, con 141 presenze è al primo posto della classifica delle giocatrici con maggiori presenze.

## Palmarès

### Club
- Campionato norvegese: 5

LSK Kvinner: 2014, 2015, 2016, 2017, 2018
- Coppa di Norvegia: 4

LSK Kvinner: 2014, 2015, 2016, 2018
- Coppa di Finlandia: 1

Åland United: 2020

### Individuale
- Calciatrice finlandese dell'anno: 1

2018